# Abu l-Hasan asch-Schadhili

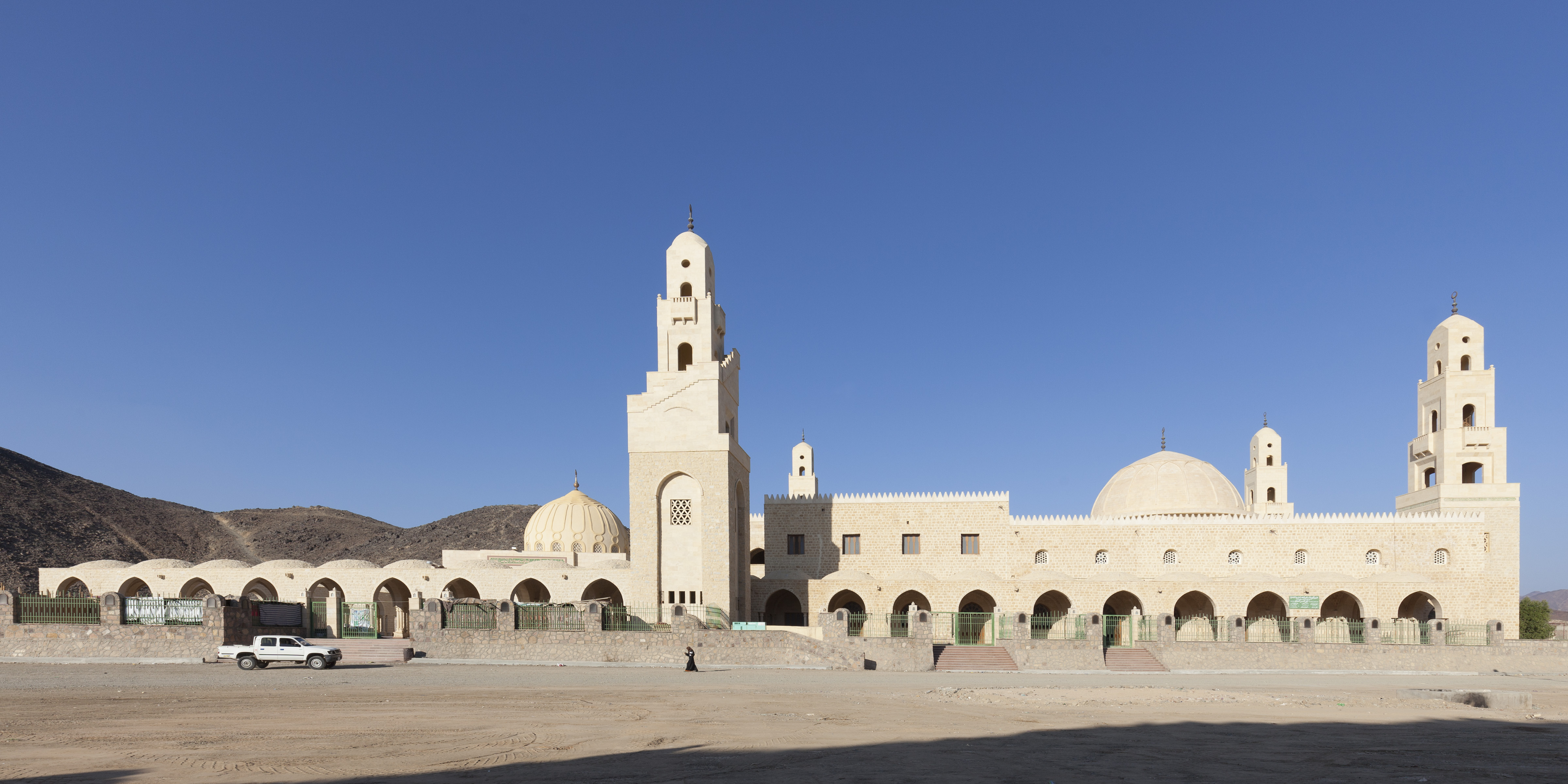
Grabmoschee Abu l-Hasan asch-Schadhilis in Ägypten

Abu l-Hasan asch-Schadhili (arabisch أبو الحسن الشاذلي, DMG Abū l-Ḥasan aš-Šāḏilī, um 1196–1258), ein Schüler ʿAbd as-Salām ibn Maschīschs, war ein islamischer Sufi, der bereits zu Lebzeiten im Norden Marokkos als Heiliger (marabout) verehrt wurde.

## Leben
Abu l-Hasan asch-Schadhili stand und steht in dem Ruf, ein Nachkomme (scherif) des Propheten Mohammed zu sein. Er gehörte der berberischen Stammesgruppe der Ghomaras an, die in den Bergen südöstlich der Stadt Tétouan im Land der Jbala (arabisch جبالة (ǧibāla), berberisch ⵉⵊⴱⵍⵉⵢⵏ (ijebliyen)) lebten. Im Alter von 20 Jahren unternahm er eine Reise nach Tunis, wo er mit dem Sufi Sidi Bou Saïd (geb. 1160 bis 1231) Bekanntschaft machte. Fünf Jahre später ist er als Suchender und Pilger in Bagdad, wo man ihm jedoch deutlich machte, dass er das, was er suche, am besten in seiner Heimat finden könne. Nach Marokko zurückgekehrt, machte er die Bekanntschaft von ʿAbd as-Salām ibn Maschīsch, dessen Lehren ihn stark beeinflussten. Später reiste er nahezu ununterbrochen durch die Städte und Dörfer im Norden des Maghreb, doch unternahm er angeblich auch mehrere Pilgerfahrten nach Mekka. Er starb während seiner letzten Pilgerreise im Jahr 1258 in Humaithara (heute Al Sheikh Al Shazli) in Ägypten, wo die bedeutendste Pilgerstätte zu seinen Ehren entstand.

## Schādhilīya
Abu l-Hasan asch-Schadhili ist der Begründer des in Nordafrika populären Sufi-Ordens bzw. der Bruderschaft (tarīqa) der Schādhilīya, der in vielen Städten des Maghreb vertreten ist.